# Terry de la Mesa Allen
Terry de la Mesa Allen detto senior; soprannominato "Terrible Terry" (Fort Douglas, 1º aprile 1888 – El Paso, 12 settembre 1969) è stato un generale statunitense.

## Biografia

### I primi anni
Allen nacque a Fort Douglas, nello Utah, dal colonnello Samuel Allen (proveniente da una famiglia con una lunga tradizione militare) e da Consuelo "Conchita" Alvarez de la Mesa. Oltre al padre, il nonno materno di Allen, era il colonnello Carlos de la Mesa, nazionalista spagnolo che prese parte alla Battaglia di Gettysburg con le armate dell'Unione nella compagnia spagnola della "Guardia di Garibaldi" del 39° volontari di New York durante la Guerra civile americana. Allen crebbe tra diverse basi militari per via dell'impegno del padre e nel 1907 entrò a far parte dell'accademia militare di West Point a New York.

### La carriera militare
Inizialmente la carriera militare di Allen non sembrava delle migliori: ebbe numerosi problemi con la scuola, non riusciva ad avere buoni voti in matematica e anche in artiglieria presentava dei problemi.
Allen decise quindi di frequentare la Catholic University of America a Washington ed ottenne il titolo di Baccelliere delle Arti nel 1912. Egli decise a questo punto di aderire all'esercito nuovamente dopo aver passato a pieni voti l'esame competitivo per ufficiali ed ottenne il titolo di Secondo Luogotenente venendo assegnato a Fort Meyer in Virginia. Nel 1913, venne riassegnato al 14th Cavalry a Eagle Pass (Texas) ove prestò servizio sino al 1917. Durante questo periodo egli riuscì a catturare ai ribelli molte munizioni e venne promosso due volte: la prima il 1º luglio 1916 a Primo Luogotenente e poi dal 15 maggio 1917 venne promosso Capitano.

### La prima guerra mondiale
Il 7 giugno 1918, un anno e due mesi dopo che gli Stati Uniti erano entrati in guerra contro la Germania nella prima guerra mondiale, Allen venne inviato in Francia ed assegnato al 315° Treno Munizioni.
Allen venne quindi assegnato al 3º battaglione, 358º reggimento di fanteria, 90th Infantry Division che condusse nella Battaglia di Saint-Mihiel ed in quella di Aincreville. Durante lo scontro, Allen ricevette una pallottola che lo colpì alla mascella ed alla bocca, motivo per cui gli venne concessa la Silver Star ed il Purple Heart. Allen rimase in Francia sino all'armistizio di Compiègne, spostandosi poi in Germania con gli occupanti americani e facendo quindi ritorno negli Stati Uniti nel 1920.

### Tra le due guerre
Dopo che Allen tornò nei Paesi Bassi, il 1º luglio 1920 venne promosso Maggiore, prestando servizio a Camp Travis e poi a Fort McIntosh, entrambi in Texas. Nel 1922, Allen ottenne la destinazione alla 61st Cavalry Division, di stanza a New York.
Egli continuò ad ogni modo a studiare completando altri corsi tra cui quello di cavalleria a Fort Riley nel Kansas e un biennio di programmi per le discipline di comando a Fort Leavenworth, il corso di fanteria a Fort Benning. Nel 1928 sposò Mary Frances Robinson di El Paso, Texas con la quale nel 1929 ebbe un figlio, Terry de la Mesa Allen Jr. Il 1º agosto 1935 venne promosso Luogotenente Colonnello e divenne istruttore della scuola di cavalleria di Fort Riley in Kansas. Egli scrisse e pubblicò una propria opera dal titolo "Reconnaissance by horse cavalry regiments and smaller units" nel 1939. Il 1º ottobre 1940 il generale George Marshall lo promosse Brigadiere Generale (avendo saltato il rango di colonnello) e nel 1942 venne promosso Maggiore Generale ed ottenne il comando della 1st Infantry Division.

### La seconda guerra mondiale
Nel 1942, la 1st Infantry Division venne inviata in Inghilterra dove ebbe modo di allenarsi anche con le squadre anfibie. La divisione prese poi parte all'invasione del Nord Africa sotto il comando del generale George S. Patton. La divisione sbarcò ad Orano, in Algeria, l'8 novembre 1942, come parte dell'Operazione Torch. Parte di questa divisione prese parte anche ai combattimenti di Maktar, Medjez el Bab, Passo di Kasserine, Gafsa, El Guettar, Béja e Mateur, dal 21 gennaio al 9 maggio 1943, aiutando ad assicurare il mantenimento della Tunisia agli Alleati. Nel luglio 1943 la divisione supportò le truppe che portarono avanti l'Sbarco in Sicilia per l'invasione della Sicilia.
Allen rimase comandante ed il suo secondo, il Brigadiere Generale Theodore Roosevelt Jr. (figlio del presidente U.S.A. Theodore Roosevelt) si distinse al suo fianco. Altro associato al suo comando fu il capo dello staff Norman Cota, che successivamente avrebbe avuto un ruolo di rilievo nello Sbarco in Normandia. Malgrado il successo, ad ogni modo, il generale Omar Bradley fu critico sia con Allen che con Roosevelt. Il 7 agosto 1943, Allen venne sollevato dal proprio incarico dal Maggiore Generale Clarence R. Huebner
Allen, che ottenne la copertina del Time Magazine il 9 agosto 1943, venne riassegnato al comando della 104th Infantry Division, conosciuta anche come Timberwolf Division', con un corpo di 34.000 uomini. Egli venne trasferito con tutti gli uomini in Francia il 7 settembre 1944 e nell'ottobre di quell'anno prese parte alla presa delle città di Achtmaal e Zundert nei Paesi Bassi. Quindi prese parte all'Offensiva delle Ardenne avanzando sulla Linea Siegfried ed attraversando il fiume Inde sino a Colonia, aiutando gli alleati nell'avanzata contro la Germania. La divisione divenne nota per i suoi combattimenti notturni, ma venne disattivata dal giugno del 1946 e Allen fece ritorno negli Stati Uniti.

### Gli ultimi anni
Allen si ritirò dal servizio attivo il 31 agosto 1946. Per molti anni egli era stato rappresentante di molte compagnie assicurative di El Paso e fu attivo negli affari civici e nelle organizzazioni di veterani. Nell'ottobre del 1967 il figlio di Allen, il Luogotenente Colonnello Terry de la Mesa Allen Jr., venne ucciso nella Guerra del Vietnam, mentre si trovava al comando del 2º battaglione del 28th Infantry Regiment, unità parte della 1st Infantry Division, che suo padre aveva comandato durante la Seconda Guerra Mondiale. Il Maggiore Generale Terry de la Mesa Allen, Sr., morì di morte naturale il 12 settembre 1969 a El Paso, Texas, all'età di 81 anni. Egli venne sepolto accanto al figlio nel Fort Bliss National Cemetery con tutti gli onori militari. The United States Military Academy presents the "General Terry de la Mesa Allen Award" to the student with the highest rating in Military Science.